# گردتین
گردتین (به صربی: Gredetin) یک منطقهٔ مسکونی در صربستان است که در الکسیناتس واقع شده‌است. گردتین ۵۳۳ نفر جمعیت دارد و ۲۰۰ متر بالاتر از سطح دریا واقع شده‌است.